# Општина Кукуш
Општина Кукуш (грч. Δήμος Κιλκίς, Димос Килкис) је општина у Грчкој у Кукушком округу, периферија Средишња Македонија. Административни центар је град Кукуш. .

## Насељена места
Општина Кукуш је формирана 1. јануара 2011. године спајањем 7 некадашњих административних јединица: Аканџали, Галик, Горчливо језеро, Дојран, Круша, Кукуш и Хрсово.
- Општинска јединица Аканџали: Станица Аканџали, Аканџали, Александра, Каваларис, Калирои, Ново Попово, Попово, Света Петка, Стари Литото.
- Општинска јединица Галик: Караџа Кадар, Амбаркој, Лаодикино, Милос, Нова Санда, Панделејмонас, Пиргото, Педино, Перинтос, Перистери, Саламаново, Хрисопетра, Шереметли.
- Општинаска јединица Горчиво језеро: Али Хоџалар, Бакеика, Вакуфи, Доњи Постолар, Горњи Постолар, Ђолбаш, Мавронери, Нови Агионери, Нови Гинекокастро, Сари Пазар, Смрдешник, Средњи Постолар, Стари Агионери, Хаџилар.
- Општинска јединица Дојран: Дојран, Владаја, Гола, Димонци, Патарос, Сурлово.
- Општинска јединица Круша: Терпилос, Алексово, Анаврито, Гавра, Горњи Тодорак, Грамадна, Дивуни, Доњи Тодорак, Епталофос, Калоливадо, Килади, Коронуда,  Кушево, Лелово, Мавроплагија, Междурек, Мирово, Морарци, Мутулово, Неманци, Палатијано, Парохтио, Пејково, Петрадес, Плагиохори, Планиница, Пондокераsa, Равна, Рајаново, Ризана, Рамна, Рошлово, Спургитис, Теодосија, Трипотамос, Химадио, Шемница.
- Општинска јединица Кукуш: Кукуш, Ајдарли, Акропотамија, Бела Црква, Велики Вриси, Горња Потамија, Грбашел, Даутли, Доња Потамија, Женско, Јанешево, Киријакеика, Крецово, Кристони, Ксировриси, Левендохори, Липсидрио, Мелантио, Месијано, Сеслово, Ставрохори, Стрезово, Шекерли.
- Општинска јединица Хрсово:Хрсово, Иракли, Калиново, Крондирци, Маловци, Михалово, Ново Село, Плаја, Ратеш, Света Недеља, Чугунци.